# Преноћиште (ТВ филм)
„Преноћиште” је југословенски ТВ филм из 1966. године. Режирао га је Арсеније Јовановић а сценарио је написао Клајв Ектон.

## Улоге
| Глумац                   | Улога |
| ------------------------ | ----- |
| Стојан Столе Аранђеловић |       |
| Никола Милић             |       |
| Јован Милићевић          |       |
| Светолик Никачевић       |       |
| Славко Симић             |       |
| Јовиша Војиновић         |       |